# Klarissa Nienhuys
Klarissa Nienhuys (Den Haag, 3 januari 1948) is een Nederlandse chemicus, kernenergiedeskundige, milieuactiviste en natuurbeschermer.

## Levensloop
Nienhuys werd in Den Haag geboren als dochter van twee gestudeerde ouders, de jurist en schrijfster Dieuke Machteld Hilda Nienhuys (1910-1987) en de econoom Carel Marie Nienhuys (1909-2003). Ze was daarmee de kleindochter van de feministe Maria Boissevain-Pijnappel en de ammoniakfabrikant Charles Ernest Henri Boissevain (1868-1940), telg uit de Boissevain-familie.
Nienhuys groeide op in Bussum, maar studeerde vanaf 1966 scheikunde in Groningen. Tijdens haar studie kreeg ze interesse in maatschappelijke aspecten van de natuurwetenschappen, zoals de milieuproblematiek en kernenergie. Ook hield ze zich bezig met de positie van vrouwen in de natuurwetenschappen. Voor zowel de positie van vrouwen als de milieuproblematiek in brede zin, zou ze zich ook na haar studie inzetten.

## Onderzoek
Nadat ze haar studie scheikunde in 1974 had afgesloten, kreeg ze een aanstelling als onderzoekster bij de Vrije Studierichting scheikunde, een maatschappij- en milieugerichte onderwijs- en onderzoeksafdeling van de subfaculteit scheikunde van de Rijksuniversiteit Groningen. In haar onderzoek richtte ze zich op de effecten van radioactiviteit en ioniserende straling op de menselijke gezondheid, de problematiek van opslag van radioactief afval, de organisatie en macht van de kernergiesector en de kwestie van non-proliferatie. Later, in 1987, had ze een vergelijkbare aanstelling aan de Universiteit Twente.

## Vrouwen- en milieubeweging
Naast haar onderzoek en onderwijs was Nienhuys op verschillende maatschappelijke terreinen actief. Zo zette ze zich tussen 1972 en 1974 lokaal en nationaal in voor de rechten van vrouwen. Ze was onder meer coördinatrice van Nederlandse vrouwenhuizen. Ze werd echter met name actief bij verschillende milieuorganisaties, hetgeen in de loop van de tijd haar andere werkzaamheden overvleugelde. Hoewel ze nog enkele malen verbonden was aan een universiteit, raakte ook haar wetenschappelijke werk geleidelijk aan op de achtergrond.

### Kernenergie
In 1976 behoorde ze tot de groep wetenschappers die de VWO-werkgroep kernenergie heroprichtte. Leden van deze werkgroep speelden een belangrijke rol als experts in de zogenaamde Brede maatschappelijke discussie over kernenergie in Nederland tussen 1981 en 1983. Nienhuys nam namens de Milieufederatie Groningen deel aan de zogenaamde expert-meetings die binnen deze nationale discussie plaatsvonden en ging in debat met wetenschappers die verbonden waren aan kernenergie-instituties. Ook was ze een van de prominente deelnemers aan een vergelijkbaar debat na het ontploffen van de kerncentrale in Tsjernobyl.

### Wadden en milieu
Ze was van 1982 tot 1991 voorzitter van de Waddenvereniging (met een korte onderbreking), waar ze een zeer actieve rol speelde. Ze verzette zich onder meer tegen de vestigingsplannen voor een kerncentrale bij de Eemshaven en gaswinning door Petroland. Ook maakte ze zich sterk voor een meer integraal beheer van het waddengebied, een betere bescherming van zeehonden en meer aandacht voor de vervuiling van de Waddenzee door stoffen als PCB's.
Ondertussen was ze betrokken geraakt bij een initiatief uit 1988 van enkele milieuactivisten uit plaatselijke en landelijke milieugroepen, zoals Milieudefensie en de Waddenvereniging. Zij streefden naar een milieubeweging die bestond uit veel dynamische lokale groepen naar analogie van de vredesbeweging. Ze leverden daarmee kritiek op de in hun ogen te veel geïnstitutionaliseerde en te weinig activistische milieubeweging. Nienhuys was in 1989 enige tijd voorzitter van deze nieuwe milieubeweging, die onder de naam Nationale Milieu Aktie opereerde. Ze was een van de eersten die samen met onder anderen Sible Schone binnen de Nederlandse milieubeweging een radicale aanpak van het klimaatprobleem agendeerden. Volgens haar was dit probleem bij uitstek geschikt om de milieubeweging weer kracht en elan te bezorgen. Nu de strijd tegen kernenergie gestreden leek, was dit het volgende urgente probleem, waarmee burgers geactiveerd konden worden.
Aan het eind van de 20ste eeuw richtte ze zich op andere nationale milieuthema's, zoals de mestproblematiek. Ze verzette zich namens de Milieufederatie Groningen tegen de zogenaamde 'roze invasie' van varkens en varkensboeren vanuit Noord-Brabant naar het noorden van het land. 

### Natuur en vleermuizen
Vanaf 2010 ageerde ze tegen de reconstructie van het Knooppunt Julianaplein, een van de belangrijkste verkeersknelpunten van de A7, in het bijzonder vanwege de nadelige effecten voor vleermuizen. Op dat moment was ze secretaris/coördinator van de Stichting Vleermuiswerkgroep Groningen, voortgekomen uit de Zoogdiervereniging VZZ en aangesloten bij de  Natuur en Mlieufederatie Groningen. Samen hebben ze fel en met succes geprotesteerd tegen de aanleg van een Groningse woonwijk Suikerzijde, omdat deze te veel de daar aanwezige natuur zou aantasten. 

## Eerbetoon
Gezien haar staat van dienst werd ze in 2003 door dagblad de Volkskrant op de alfabetisch gerangschikte lijst van 100 ministeriabele vrouwen geplaatst, ingeklemd tussen Tineke Netelenbos en Jeltje van Nieuwenhoven. Ze ambieerde echter geen politieke loopbaan, hoewel ze enige tijd persoonlijk medewerker is geweest van D66-Kamerlid Dick Tommel.
In 2023 werd Nienhuys benoemd tot Ridder in de Orde van Oranje-Nassau, vanwege haar vele verdiensten, met name in de vleermuiswerkgroep, de kernenergiebeweging en de Waddenvereniging.

## Publicaties (selectie)
- Lambers, Kees; Boerema, Luuk; Holsink, Marja; Nienhuys, Klarissa; Veltman, Jan & Zwiep, Karel van der (eds.) (2003) Trilateral or European Protection of the Wadden Sea? Sdu, Den Haag.
- Nienhuys, Clarissa (1998) Roze invasie aanzienlijk vertraagd, maar niet van de baan, kippeninvasie zet onverminderd door: nog 250.000 varkens en 2 miljoen kippen 'onderweg' naar Groningen. Schoonschrift 8(65), 8-9.
- Faber, Fokje; Nienhuys, Klarissa & Biesiot, Wouter (1992) Het milieubeleid en de werkgelegenheid van vrouwen : een analyse van de gevolgen van het Nationaal Milieubeleidsplan, IVEM, Rijksuniversiteit Groningen. Groningen.
- Nienhuys, Klarisse (1978) Aspekten van de opslag van radioaktief afval. W&S 78/7, 10-22.
- Nienhuys, Klarisse (1978) Een ramp met kernafval. W&S 78/7, 28-36.
- Nienhuys, Klarisse (1977) Radioaktief afval: zout erover? W&S 77/2, 41-43.
- Nienhuys, Klarisse; Noordegraaf, Dick & Hoeven, Erik van der (1977) Opwerking van kernafval. Vereniging Milieudefensie, Amsterdam.
- Nienhuys, Klarisse (1974) Man/vrouw-rolpatronen en scheikunde onderwijs. Groningen.

## Naamvariatie
Klarissa Nienhuys wordt geregeld met andere namen aangeduid, zoals Clarisse of Klarisse en Nienhuis.